# Галатов Микола Семенович
Микола Семенович Галатов (нар. 17 грудня 1913, місто Кам'янське Катеринославської губернії, тепер Дніпропетровської області — 13 липня 1981, місто Дніпропетровськ) — радянський інженер, директор Криворізького металургійного заводу імені Леніна, Герой Соціалістичної Праці (22.03.1966).

## Біографія
Трудову діяльність розпочав у 1933 році на Дніпровському металургійному заводі імені Дзержинського у місті Кам'янському. Працював робітником, техніком прокату.
У 1937—1940 роках — студент Дніпродзержинського індустріального інституту.
У 1940—1941 роках — змінний начальник листопрокатного цеху Дніпровського металургійного заводу імені Дзержинського.
З червня 1941 року — в Червоній армії. До 1942 року навчався в артилерійській академії. Учасник німецько-радянської війни з квітня 1942 року. Служив командиром артилерійської батареї, командиром артилерійського дивізіону, старшим помічником начальника 3-го відділення управління командувача артилерії 45-ї армії.
У 1945—1955 роках — заступник начальник листопрокатного цеху, начальник залізопрокатного цеху Дніпровського металургійного заводу імені Дзержинського Дніпропетровської області. Член ВКП(б).
У березні 1955 — липні 1959 року — головний інженер Криворізького металургійного заводу імені Леніна Дніпропетровської області.
З липня 1959 до квітня 1968 року — директор Криворізького металургійного заводу імені Леніна Дніпропетровської області.
З 1968 року — начальник Головного управління метизної промисловості Міністерства чорної металургії Української РСР.
Похований у місті Дніпропетровську.

## Нагороди
- Герой Соціалістичної Праці (22.03.1966)
- два ордени Леніна (19.07.1958, 22.03.1966)
- орден Трудового Червоного Прапора
- орден Червоного Прапора
- медаль «За трудову доблесть» (5.11.1954)

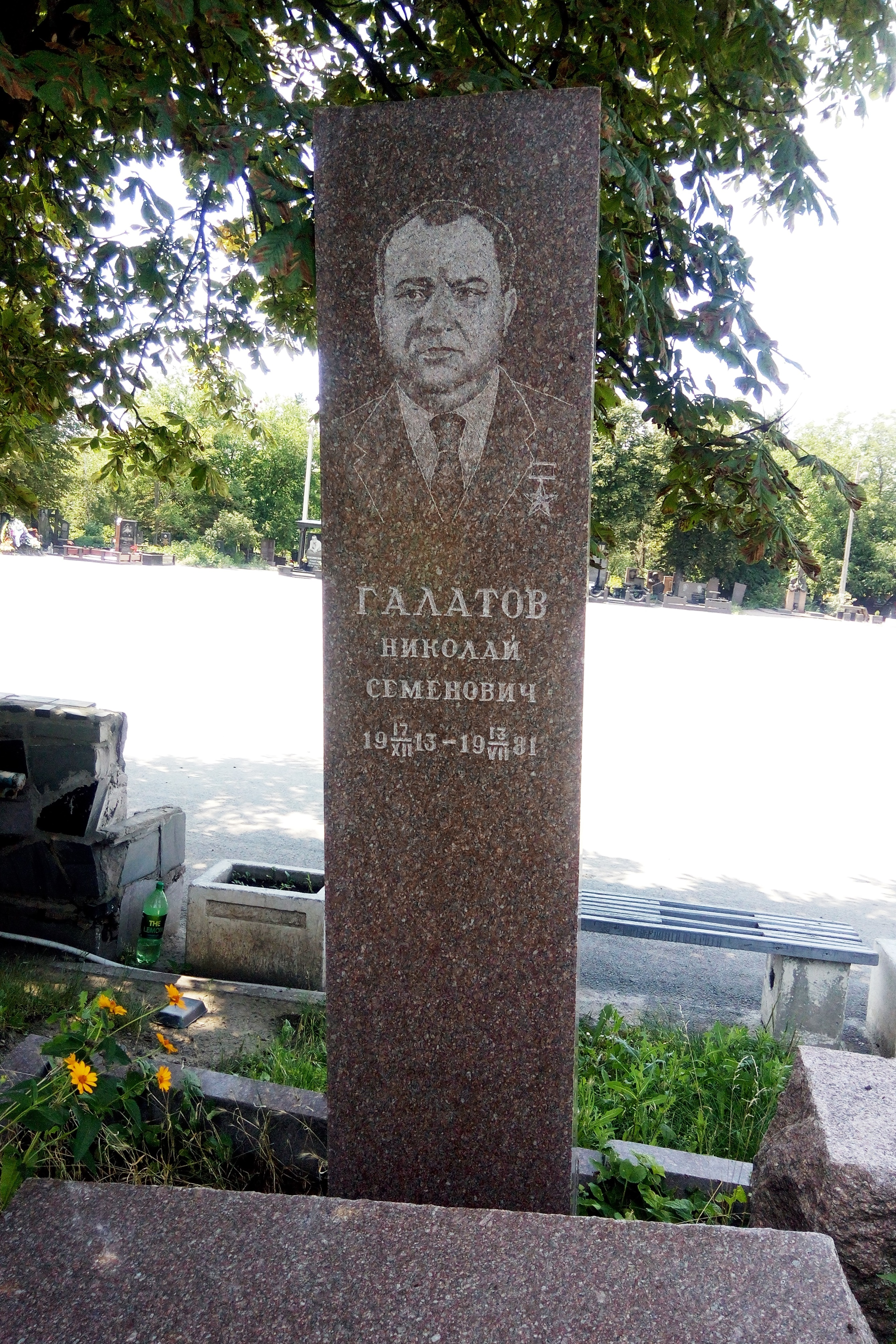
Могила Миколи Галатова на Сурсько-Литовському кладовищі в Дніпрі

- Могила Миколи Галатова на Сурсько-Литовському кладовищі в Дніпрімедаль «За трудову відзнаку» (24.01.1950)
- медаль «За оборону Кавказу»
- медалі